# Carl Sehlin
Carl Johan Sehlin (i riksdagen kallad Sehlin i Östersund fram till 1912 samt från 1921; 1913 Sehlin i Säbyholm), född 29 januari 1873 i Trehörningsjö, död 19 juli 1938 i Östersund, var en svensk präst och politiker (liberal).
Carl Sehlin, som kom från en bondefamilj, prästvigdes 1901 och var därefter komminister i Häggenås 1903, regementspastor vid Jämtlands fältjägarregemente 1905–1913, rektor vid Sunnerdahls hemskola på Säbyholm i Lossa socken 1913–1920 och slutligen folkskoleinspektör i södra Jämtlands distrikt 1919–1938. Han var också ledamot i Östersunds stadsfullmäktige.
Han var riksdagsledamot i andra kammaren 1908 för Östersunds och Hudiksvalls valkrets, i första kammaren 1912–1913 för Jämtlands läns valkrets samt i andra kammaren 1921 för Jämtlands läns södra valkrets och 1922–1924 för Jämtlands läns valkrets. I riksdagen tillhörde han Frisinnade landsföreningens riksdagsgrupp Liberala samlingspartiet, efter den liberala partisplittringen 1923 ersatt av Frisinnade folkpartiet.
Carl Sehlin var bland annat ledamot i konstitutionsutskottet 1913 och suppleant i samma utskott 1912 och 1922–1924. Han var särskilt engagerad i skolfrågor, men också i exempelvis djurskydd, bland annat genom ett förslag om förbud mot "vilda djurs kringförande till förevisning".